# Косма (Таситис)
Епископ Косма (греч. Επίσκοπος Κοσμάς; род. 1 июня 1975, Кавала) — архиерей Александрийской православной церкви, епископ Константианский (с 2022), викарий патриарха Александрийского; временно управляющий Браззавильской и Габонской митрополией (с 2022).

## Биография
Родился 1 июня 1975 года в Кавале, в Греции.
В 2011 году окончил Высшую духовную академию в Салониках.
Поступил в братство монастыря Григориат на горе Афон. Митрополитом Элефтерупольским Евдокимом (Коккинакисом) был последовательно хиротонисан во диакона и пресвитера и служил в кафедральном соборе святого Николая в Элефтерупольской митрополии.
В 2018 году приехал послужить в Катангскую митрополию Александрийского патриархата. В 2019 году перешёл в клир Катангской митрополии и был назначен её протосинкеллом.
12 января 2022 года решением Священного синода Александрийской православной церкви был избран для рукоположения в сан епископа Константианского, викария патриарха Александрийского.
30 января 2022 года в церкви Святого Николая в Каире состоялась его архиерейская хиротония. Рукоположение совершили: патриарх Александрийский Феодор II, митрополит Мемфисский Никодим (Приангелос), митрополит Пилусийский Наркисс (Гаммох), митрополит Катангский Мелетий (Камилудис), митрополит Киншасский Феодосий (Цицивос) и епископ Тулиарский и Южного Мадагаскара Продром (Кацулис).
24 ноября 2022 года ему было поручено временное управление Браззавильской и Габонской митрополией.